# Lužica
Lužica (nemško Lausitz, gornjelužiškosrbsko Łužica, dolnjelužiškosrbsko Łužyca, poljsko Łużyce, češko Lužice, latinsko Lusatia) je zgodovinska regija v Srednji Evropi, razdeljena med Nemčijo in Poljsko. V regiji živijo pripadniki etnične skupine Lužiških Srbov. So zadnji potomci zahodnoslovanskih polabskih plemen, ki so se v šestem stoletju naselila med Odro in Labo. Sebe imenujejo Serbjó, Nemci jim pravijo Sorben. Na vzhodu se regija razteza od rek Bóbr in Kwisa, do rek Pulsnitz in Črni Elster (Schwarze Elster) na zahodu. Danes se nahaja v nemških deželah Saška in Brandenburg, kot tudi v Spodnješlezijskem in Lubuškem vojvodstvu na zahodu Poljske. 
Zgodovinsko je Lužica pripadala več državam. Tristo let je bila del dežel Bohemske krone, skupaj z njimi je prešla v Habsburško monarhijo in potem v Saško kneževino. Večji del je prešel leta 1815 v kraljevino Prusijo, celotna regija pa se je leta 1871 pripojila Nemčiji. Ko je Rdeča armada okupirala Vzhodno Nemčijo in ob delitvi leta 1945 je vzhodni del Lužic ob reki Lužiška Nisa po Potsdamskem sporazumu pripadel Poljski. 
V poljskem delu se danes zaradi izgona nemško govorečega prebivalstva po letu 1945 in poljske ponovne poselitve govori poljščina, v nemškem delu pa nemščina, manjšina govori gornjelužiško in dolnjelužiško srbsko. Največje lužiško mesto je Cottbus (dolnjelužiško srbsko: Chóśebuz).

## Etimologija
Ime izvira iz lužiško srbske besede łužicy in pomeni "močvirja" ali "vodno luknjo", germanizirano Lausitz. Lusatia je latinizirana oblika, ki se je razširila v angleškem in romanskem jezikovnem območju. 

## Geografija
Lužice obsegajo dva zgodovinsko različna dela: hribovit južni "zgornji" del in "spodnji" del, ki spada v Severnoevropsko nižino. Mejo med Zgornjo in Spodnjo Lužico v grobem označuje tok reke Schwarze Elster pri Senftenbergu in njenim vzhodnim nadaljevanje proti šlezijskemu mestu Przewóz na Lužiška Nisi. 